# International Monetary Market
International Monetary Market (IMM) ist ein Geschäftsbereich der Chicagoer Börse Chicago Mercantile Exchange. An der IMM werden Futures gehandelt. Sie ist die größte Future Börse der Vereinigten Staaten und nach der Eurex die zweitgrößte der Welt. Die IMM nahm 1972 ihre Geschäftstätigkeit auf.
Die vierteljährlichen Verfallstermine der Futures werden IMM Dates genannt. In Anlehnung an diese werden die in der Nähe liegenden Zahlungstermine von CDS ebenfalls IMM Dates genannt.